# Alex José de Oliveira Fraga
Alex José de Oliveira Fraga (Alto Paraná, Estado de Paraná, Brasil, 22 de mayo de 1986) es un futbolista brasileño. Juega de defensa y su primer equipo fue Equipo.
- Datos: Q4717013